# Brehon Laws
Die Brehon Laws (deutsch Richtergesetze; irisch an Féineachas; altirisch an Fénechas) sind die altirische Form der Zivilrechtsprechung vor der anglonormannischen Besetzung des Landes. Sie bilden auch die Grundlage des heutigen britischen Rechtssystems, das als Case- oder Common Law bezeichnet wird. Die irische Bezeichnung Fénechas bedeutet Gesetz der Féine bzw. Féne, d. h. der freien Bauernschaft.

## Geschichte
Die altirischen Richter (altirisch brithemain, neuirisch breithiúna, anglisiert Brehon) waren in ihrer Urteilsfindung frei, was sie zu einer einflussreichen Gruppe machte. Es gab eine Ausbildung zum Richter in Gesetzesschulen. Urteile wurden über Jahrhunderte mündlich überliefert, bevor sie zwischen 600 und 900 n. Chr. und später u. a. im Burren im Dun Cahermacnaughten im County Clare aufgezeichnet wurden. Der Ort war auch bekannt als Fort O’Davoranstown wegen der extra erbauten Unterkunft. Der O’Davoran-Clan (Uí Dhábhoireann) unterhielt hier eine der wichtigen Gesetzesschulen im mittelalterlichen Irland. 
Die Fälle wurden in einer besonderen Form der altirischen Sprache, Bérla Féini genannt, beschrieben, die schon zur Zeit der Niederschreibung schwierig zu lesen war, so dass die Schreiber besonders eingewiesen werden mussten. Die Kommentatoren hatten häufig Mühe bei ihren Versuchen, die archaischen Texte zu erklären. Die bedeutendsten Aufzeichnungen sind das Senchus Mór und das Buch von Aicill. Das Original des Senchus Mór ging verloren. Die beiden irischen Gelehrten O’Donovan und O’Curry, die die Gesetze um 1670 ins Englische übersetzten, waren erst nach einem lebenslangen Studium dazu in der Lage und in zahlreichen Fällen waren sie nicht einmal sicher. Die Übersetzung O’Currys umfasst 2.906, die O’Donovans 2.491 Seiten, die in fünf Bänden veröffentlicht wurden. Es gibt noch unübersetzte Texte, die einen ähnlichen Umfang haben.
Der Fortbestand der unabhängigen irischen Rechtspraxis wurde von englischen Kommentatoren des späteren 16. und 17. Jahrhunderts wie Edmund Spenser oder John Davies als einer der Hauptgründe für die unvollständige Unterwerfung bzw. „Zivilisierung“ Irlands angesehen. Diese Einschätzung war insofern nicht falsch, als die in weiten Teilen noch unabhängige irische Rechtskultur Grundlage und Sinnbild für den Fortbestand der auf der Clans-Herrschaft beruhenden irischen Sozialverfassung („derbfine“) war. So wurden Verbrechen typischerweise außerhalb des staatlich-jurisdiktiven Zugriffs zwischen den betroffenen Familien geahndet, also auf eine Art und Weise, die dem Common Law entgegenlief.
Der englische Dichter Edmund Spenser etwa, der bis zu seiner Vertreibung im Jahre 1598 in Irland lebte, argumentierte Anfang der 1590er Jahre in seiner berüchtigten Schrift „A Veue of The Present State of Ireland“, die Ausübung des Brehon Law sei noch vor den „Sitten“ („customes“) und dem Festhalten am Katholizismus („religion“) die erste Untugend der einheimischen Bevölkerung. Diese "vices" zu brechen, sei Voraussetzung für die Etablierung der englischen Herrschaft auf der Insel und die Hebung der irischen Volkskultur. In dem Maße, in dem die englische Verwaltung in Irland im Laufe des äußerst konfliktreichen 17. Jahrhunderts die Oberhand über die irischen Lords gewann, sollten die Brehon Laws im 17. Jahrhundert tatsächlich zurückgedrängt werden.
Eine sicher unzutreffende Überlieferung besagt, dass St. Patrick und König Lear im Jahre 438 n. Chr. eine Aufzeichnung beauftragten, in die durch eine Überarbeitung von St. Patrick christliche Standpunkte eingeflossen seien.

## Quelle
- Ancient laws of Ireland. Band 2: Senchus Mor, Part II: Law of distress (completed). Laws of hostage-sureties, fosterage, saerstock tenure, daerstock tenure, and of social connexions. Published under direction of the commissioners for publishing the Ancient Laws and Institutes of Ireland. Thom u. a., Dublin u. a. 1869.